# Earth Star Entertainment
Earth Star Entertainment (株式会社アース・スター エンターテイメント, Kabushiki Gaisha Āsu Sutā Entāteimento) est une maison d'édition japonaise créée le 5 juin 2006.

## Magazines
- Comic Earth Star (2011-2014, remplacé par un magazine en ligne)
- Poly Fukuro Recipe (ポリ袋レシピ, Pori Fukuro Reshipi?)
- Kyūkyoku! Zettai Ryōiki!! Collection (究極!絶対領域!!コレクション, Kyūkyoku! Zettai Ryōiki!! Korekushon?)